# Giuseppe Siri
Giuseppe Siri (1906 - 1989) là một Hồng y người Italia của Giáo hội Công giáo Rôma. Ông từng đảm nhiệm các vai trò quan trọng như Tổng giám mục chính tòa Tổng giáo phận Genova (1946-1987), Chủ tịch Hội đồng Giám mục Italia (1959-1965), Hồng y Trưởng đẳng linh mục (1982-1987). Một số ít người tin rằng ông thực sự đã được bầu chọn làm Giáo hoàng, với tông hiệu Giáo hoàng Gregory XVII vào mật nghị hồng y năm 1958, mà Giáo hội công bố chọn ra Tân giáo hoàng là Gioan XXIII.

## Tiểu sử

### Thân thế và tu tập
Hồng y Giuseppe Siri sinh ngày 20 tháng 5 năm 1906 tại số 4 Piazza Marsala, gần Via Assarott, thuộc vùng Genova, Italia. Mẹ ông là bà Giulia Bellavista (1874-1948), xuất thân từ vùng Gatteo, thuộc tỉnh Forlì, cha ông, Nicolò Siri (1874-1966), sinh ra ở Vara Superiore di Martina Olba. Cậu bé Siri nhận bí tích Rửa tội vào ngày 26 tháng 5 tới tại Vương cung Thánh đường Santa Maria Immacolata ở Via Assarotti.

### Linh mục
Sau quá trình tu học dài hạn tại các chủng viện theo quy định của Giáo luật, ngày 22 tháng 9 năm 1928, Phó tế Siri tiến đến việc được truyền chức linh mục với nghi thức truyền chức cử hành bởi Tổng giám mục Carlo Dalmazio Minoretti, Tổng giám mục Tổng giáo phận Genova. Tân linh mục thuộc linh mục đoàn Tổng giáo phận này.

### Giám mục
Ngày 14 tháng 3 năm 1944, Toà Thánh loan báo Giáo hoàng đã phê chuẩn và quyết định tuyển chọn linh mục Giuseppe Siri, 38 tuổi làm Giám mục, với vai trò được trao phó là Giám mục Phụ tá Tổng giáo phận Genova, danh hiệu Giám mục Hiệu tòa Livias. Lễ tấn phong cho vị tân giám mục đã được cử hành sau đó vào ngày 7 tháng 5 năm 1944, với phần nghi thức truyền chức cử hành bởi Hồng y Pietro Boetto, S.J., Tổng giám mục Genova chủ phong. Hai vị còn lại với vai trò phụ phong gồm Tổng giám mục Amedeo Casabona, Giám mục chính tòa Giáo phận Chiavari và Giám mục Francesco Canessa, giám mục Hiệu tòa Sarepta. Tân giám mục chọn cho mình châm ngôn:Non nobis Domine.

### Tổng giám mục, thăng Hồng y
Ngày 14 tháng 5 năm 1946, chưa đầy 40 tuổi, ông được bổ nhiệm làm Tổng giám mục Tổng giáo phận Genova. Các nghi thức nhận chức vụ mới được cử hành sau đó nửa tháng, vào ngày 29 tháng 5.
Gần bảy năm sau khi đảm nhiệm vai trò Tổng giám mục Genova, qua Công nghị Hồng y 1953 cử hành ngày 12 tháng 1, Giáo hoàng Piô XII vinh thăng Tổng giám mục Giuseppe Siri làm Hồng y, với danh hiệu Hồng y Linh mục Nhà thờ Santa Maria della Vittoria. Bốn ngày sau đó, tân hồng y đã đến nhận nhà thờ hiệu tòa của mình.
Ngày 6 tháng 7 năm 1987, sau hơn 40 năm đảm nhiệm vai trò Tổng giám mục Genova, ông từ nhiệm vì lý do tuổi tác. Ông qua đời sau đó vào ngày 2 tháng 5 năm 1989, thọ 83 tuổi.
Trong vai trò là một hồng y, ông đã tham dự các mật nghị hồng y các lần 1958, 1963 và hai lần năm 1978, chọn lần lượt các đời giáo hoàng Gioan XXIII, Phaolô VI, Gioan Phaolô I và Gioan Phaolô II.

## Nghi vấn tại Mật nghị Hồng y
Hồng y Siri được xem là một ứng cử viên mạnh trong mật nghị hồng y năm 1958, nhằm bầu chọn một người kế nhiệm để thay thế cho cố Giáo hoàng Piô XII. Vào tối ngày 26 tháng 10, ngày đầu tiên của cuộc bầu cử, rõ ràng là khói trắng đã được nhìn thấy xuất phát từ ống khói của nhà nguyện Sistine, một tín hiệu truyền thống cho đám đông ở quảng trường bên ngoài mà một giáo hoàng đã được bầu. Tuy nhiên, không có thông báo nào được đưa ra, và sau khoảng nửa giờ, khói trở thành màu đen, cho thấy không có kết quả. Đài phát thanh Vatican đã sửa báo cáo của mình.
Vào cuối những năm 1980, một người Mỹ theo Kitô truyền thống là Gary Giuffre bắt đầu mô tả niềm tin rằng Hồng y Siri là vị giáo hoàng đích thực, và ông bị giam giữ trong một tu viện ở Rôma. Theo Giuffre và các tín đồ của ông, khói trắng đã được nhìn thấy vào ngày 26 Tháng 10 năm 1958 thực sự có nghĩa là một vị giáo hoàng đã được bầu, và Tân Giáo hoàng là Siri, nhưng Siri đã bị buộc phải rời bỏ vai trò giáo hoàng khi đối mặt với những mối đe dọa từ bên ngoài mật nghị. Roncalli, người mà họ tuyên bố là một người của Hội Tam Điểm, đã được bầu thay thế, lấy tên là Gioan XXIII. Họ cũng cho rằng tương tự xảy ra tại cuộc họp năm 1963 sau cái chết của Giáo hoàng Gioan XXIII, một lần nữa khói trắng được nhìn thấy, và một lần nữa nó chỉ ra rằng Siri đã được bầu chọn. Tuy nhiên, lại một lần nữa, khói chuyển sang màu đen, dưới sự đe dọa từ bên ngoài mật nghị, một Hồng y khác được bầu làm Giáo hoàng là Giovanni Battista Montini, người đã lấy tên hiệu Giáo hoàng Phaolô VI.
Bản thân Siri đã không bao giờ đưa ra những tuyên bố nào về luận điểm này, và chấp nhận thẩm quyền của tất cả các giáo hoàng được bầu chọn trong cuộc đời của ông. Ông được bổ nhiệm làm Chủ tịch Hội đồng Giám mục Ý bởi Giáo hoàng Gioan XXIII vào năm 1959, và giữ chức vụ dưới thời Giáo hoàng Phaolô VI cho đến năm 1964. Ông là ứng cử viên tiềm năng một lần nữa trong Mật nghị Hồng y tháng 8 năm 1978 sau khi Giáo hoàng Phaolô VI qua đời. Tại mật nghị, ông được cho là ứng viên đã dẫn đầu trong các vòng bỏ phiếu sớm, nhưng cuối cùng mật nghị đã chọn Hồng y Albino Luciani, với tông hiệu Giáo hoàng Gioan Phaolô I, và hai tháng nữa sau đó vào mật nghị Hồng y vào tháng 10 năm 1978, nơi ông cũng được cho là đã có một vài phiếu của vòng bầu cử trước khi cuộc bầu cử kết thúc bằng việc hồng y Karol Wojtyła đắc cử, trở thành Giáo hoàng Gioan Phaolô II. Hồng y Siri chưa bao giờ đưa ra bất cứ một tham chiếu nào đến "luận điểm Siri", cũng không có bất kỳ đề cập nào về nó trong tờ New York Times, trong tiểu sử được viết bởi Raimondo Spiazzi, hoặc trong một bài phát biểu của Giulio Andreotti về dịp kỉ niệm một trăm năm ngày sinh của Siri vào năm 2006.